# آوه نینکی
آوه نینکی (ایتالیایی: Ave Ninchi؛ ‏ ۱۴ دسامبر ۱۹۱۵ – ۱۰ نوامبر ۱۹۹۷) بازیگر اهل ایتالیا بود.
از فیلم‌هایی که وی در آن نقش داشته‌است، می‌توان به خانه پوشالی، دیوارهای مالاپاگا، داستان راهبه، پالپ، ترزا، مهاجران، قلب و روح، مسالینا، شیطان در صومعه، تمام رم در برابر او لرزید، بر رنگین‌کمان می‌رقصیم و دوهمسری اشاره کرد.
نینچی برنده روبان نقره‌ای بهترین بازیگر نقش مکمل زن در سال ۱۹۴۷ شده‌است.